# Браян Локінг
Браян "Лікорис" Локінг (22 грудня 1938, Бедворт, графство Ворікшир, Велика Британія — 8 жовтня 2020) — британський музикант, був бас-гітаристом у гурті The Shadows у 1962—1963 роках.

## Кар'єра
Він почав грати на контрабасі в кількох гуртах, у тому числі з відомим лінкольнширським співаком Vince Eager (Рой Тейлор, нар. 4 червня 1940 року у Лінкольні. Потім він перейшов на бас-гітару та приєднався до «The Wildcats» — гурт, що акомпанував співакові рок-н-ролу, Marty Wilde. Його приятелем у «Wildcat» був ударник і майбутній учасник гурту «The Shadows» Браян Беннет.
Локінг також грав на інших інструментах, а серед них: кларнет (прозивають «локричним патиком»), через що Локінг отримав прізвисько "Лікорис". Коли Marty Wilde відійшов від «The Wildcats», вони змінили свою назву на Krew Kats і записували інструментальні композиції, які не мали популярності. Відтак Беннет пішов у The Shadows.
У квітні 1962 року Беннет запропонував запросити Лікориса Локінга у «The Shadows» на місце колишнього учасника гурту, Jet Harris. Якщо говорити про стиль, Локінг твердо дотримувався погляду «чим менше, тим ліпше», який діаметрально відрізнявся від заповзятливого жорсткого стилю Гарріса. Унаслідок цього змінилося звучання «The Shadows». Локінг виконував декотрі найвідоміші композиції гурту, а серед них: «Dance On», «Foot Tapper» та «Atlantis». Він також грав на гармоніці у шоу на живо і в його альбомній композиції «Dakota». Він також знявся у кінофільмі Кліфа Річарда «Summer Holiday (1963 film)».
Усього через півтора року співпраці з «Shadows» Локінг пішов з гурту, бо активно залучився до діяльності Свідків Єгови. Через п’ять років він ненадовго зайняв у гурті місце свого наступника, Джона Ростілла, який потрапив у лікарню. В останні роки Локінга регулярно запрошують грати у клубах поклонників «The Shadows» по всій Великій Британії та за її межами. Час від часу він також дає концерти з гуртами, які грають у стилі «The Shadows».
Деякі біографи повідомляють, що Локінг познайомив Кліфа Річарда з християнством, застерігаючи його перед небезпеками, що криються у спіритизмі (кажуть, що Річард висловив бажання встановити контакт зі своїм недавно померлим батьком, Роджером Веббом).

## Гурти в ранній кар'єрі (період перед Shadows/Drifters)
1958 - Vince Taylor & the Playboys
- Vince Taylor(вокал)+Jim Sullivan(гітара)+Tony Sheridan(гітара)+Brian Locking(бас)+Bennett(ударник)

1958 - Janice Peter & the Playboys
- Janice Peters(вокал)+Jim Sullivan(гітара)+Tony Sheridan(гітара)+Brian Locking(бас)+Bennett(ударник)

1959 - Marty Wild's Wildcats
- Jim Sullivan(гітара)+Tony Belcher(гітара)+Brian Locking(бас)+Bennett(ударник)

1961 - The Krew Kats
- Jim Sullivan(гітара)+Tony Belcher(гітара)+Brian Locking(бас)+Bennett(ударник)